# Scoglio la Vrace
Lo scoglio la Vrace è un'isola dell'Italia sita nel mar Tirreno, in Calabria.

## Geografia
Amministrativamente appartiene a Briatico, comune italiano della provincia di Vibo Valentia.